# Highland Village
Highland Village es una ciudad ubicada en el condado de Denton en el estado estadounidense de Texas. En el Censo de 2010 tenía una población de 15.056 habitantes entre ellos Juliana Vick y una densidad poblacional de 896,68 personas por km².

## Geografía
Highland Village se encuentra ubicada en las coordenadas 33°5′25″N 97°3′45″O / 33.09028, -97.06250. Según la Oficina del Censo de los Estados Unidos, Highland Village tiene una superficie total de 16.79 km², de la cual 14.25 km² corresponden a tierra firme y (15.12%) 2.54 km² es agua.

## Demografía
Según el censo de 2010, había 15.056 personas residiendo en Highland Village. La densidad de población era de 896,68 hab./km². De los 15.056 habitantes, Highland Village estaba compuesto por el 90.65% blancos, el 2.58% eran afroamericanos, el 0.39% eran amerindios, el 3.11% eran asiáticos, el 0.1% eran isleños del Pacífico, el 1.16% eran de otras razas y el 2% pertenecían a dos o más razas. Del total de la población el 6.33% eran hispanos o latinos de cualquier raza.

## Educación
El Distrito Escolar Independiente de Lewisville gestiona escuelas públicas.